# Segona República Hel·lènica
La Segona República Hel·lènica (en grec: Ἑλληνικὴ Δημοκρατία, Ellīnikī́ Dīmokratía) fou el règim polític de Grècia entre 1924 i 1935. Succeí l'època constitucional monàrquica de la Casa de Glücksburg, i es perllongà fins al seu derrocament amb el cop d'estat militar que va restaurar la monarquia. La Segona República marca el segon període de la història de la Grècia post-colonial, en la que el país no estava encapçalat per un rei, amb les assemblees i els governs provisionals de la Revolució grega que es puguin considerar de la Primera República.
La Segona República va ser proclamada el 25 de març de 1924, arran de la derrota de Grècia per part de Turquia a la campanya d'Àsia Menor, que va ser àmpliament culpada al govern monàrquic. Durant la seva breu existència, la Segona República va resultar inestable. La societat grega va continuar estant dividida, com ho va ser des del cisma nacional, entre els venizelistes pro-republicans i els monàrquics representats pel Partit Popular, que es va negar a reconèixer, fins i tot, la legitimitat de la República.
La fractura en la societat es va estendre a qüestions culturals i socials, com les diferències sobre l'ús de la llengua grega als estils arquitectònics. A aquesta polarització es va sumar la desestabilització que provocà la participació dels militars en la política, que es va traduir en diversos cops d'Estat i intents de cops d'Estat. L'economia estava en ruïnes després d'una dècada de guerra i que no podia donar suport als 1,5 milions de refugiats conseqüència de l'intercanvi de població amb Turquia.
Malgrat els esforços del govern reformista d'Elevthérios Venizelos entre 1928 i 1932, la Gran Depressió va tenir efectes desastrosos per a l'economia de Grècia. La victòria electoral del Partit Popular l'any 1933, i dos cops d'estats venizelistes fallits, van aplanar el camí per a la restauració del regnat de Jordi II.

## Història

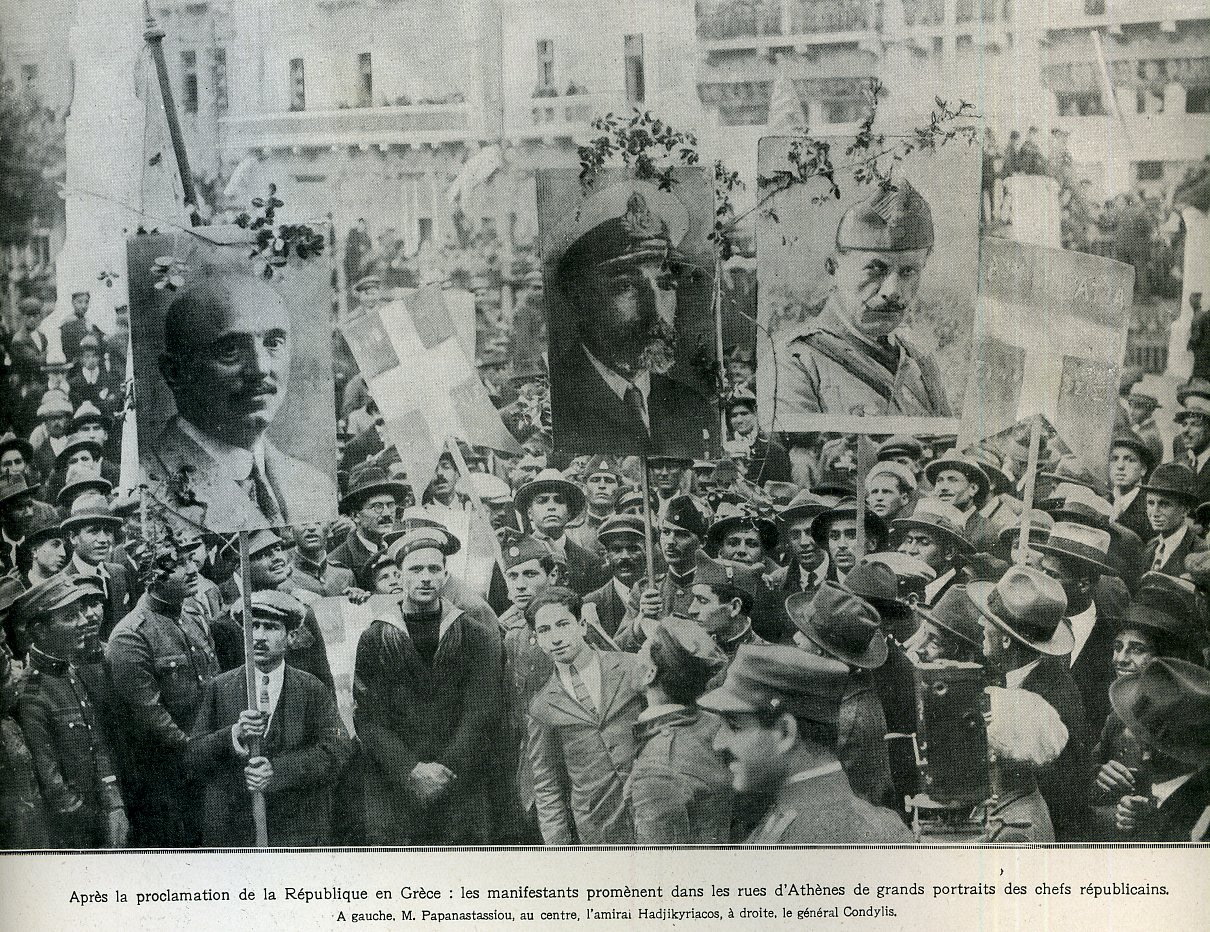
Manifestants proclamant la Segona República Hel·lènica amb retrats de Papanastasiou, Kondilis i Hatzikyriakos

Després de la derrota de Grècia pel Moviment Nacional de Turquia (altrament anomenat el «desastre de l'Àsia Menor») de 1922, l'exèrcit derrotat es va revoltar contra el govern reial. Sota oficials venizelistes com Nikólaos Plastiras i Stylianos Gonatas, el rei Constantí I estava de nou obligat a abdicar, i va morir a l'exili el 1923. Poc després, el Parlament va requerir al príncep Jordi, fill gran i hereu de la Corona, que abandonés el país perquè la nació pogués decidir quina forma de govern voldria adoptar. En el plebiscit de 1924, els grecs van votar a favor de crear una república. Aquests esdeveniments van marcar la culminació d'un procés que havia començat el 1915 entre el rei Constantí I i la seva nèmesi política, Elevthérios Venizelos.
El primer president de la República Hel·lènica va ser Pavlos Kunduriotis, un almirall i partidari de Venizelos, que va renunciar després d'un cop d'Estat el 1925. Va ser succeït pel líder del cop d'estat, el general Theodoros Pangalos, que va ser igualment deposat pels militars als cinc mesos després d'esquitxar Grècia en l'Incident de Pètritx. Kunduriotis va ser reincorporat i reelegit en el càrrec l'any 1929, però poc després, aquell mateix any, va ser obligat a renunciar per raons de salut. Va ser succeït per Aléxandros Zaïmis, qui va exercir fins a la restauració de la monarquia l'any 1935.
Malgrat un període d'estabilitat i sentit de benestar durant l'últim govern d'Elevthérios Venizelos (1928-1932), els efectes de la Gran Depressió se sentiren severament i la inestabilitat política retornà. A mesura que la sensació de retorn de la monarquia s'anava fent evident, els oficials venizelistes van donar un cop d'estat el març de 1935, que va ser reprimit pel general Georgios Kondilis. El 10 d'octubre de 1935, els caps de les Forces Armades van enderrocar el govern de Panagis Tsaldaris i Kondilis es va autodeclarar regent. Va abolir la república i va convocar un referèndum, el 3 de novembre, que va donar lloc al canvi de règim, amb la restauració de la monarquia en la persona del rei Jordi II.